# Liste des capitaines-régents de Saint-Marin de 1601 à 1800
La république de Saint-Marin est gouvernée par deux « capitaines-régents », élus pour un mandat de six mois. Leurs mandats vont du 1er avril au 1er octobre et vice-versa.
1800
Giuseppe Mercuri
Pier Vincenzo Giannini
1800
Francesco Faetani
Matteo Martelli
1799
Camillo Bonelli
Livio Casali
1799
Francesco Giannini
Pietro Zoli
1798
Marino Giangi
Vincenzo Belzoppi
1798
Marino Begni
Alessandro Righi
1797
Annibale Gozi
Antonio Capicchioni
1797
Giuliano Belluzzi
Girolamo Paoloni
1796
Antonio Onofri
Marino Francesconi
1796
Giuliano Gozi
Matteo Martelli
1795
Francesco Giannini
Livio Casali
1795
Giuseppe Mercuri
Angelo Ortolani
1794
Filippo Belluzzi
Pier Vincenzo Giannini
1794
Marino Begni
Antonio Capicchioni
1793
Marino Giangi
Felice Caroti
1793
Giuliano Belluzzi
Marino Tassini
1792
Giambattista Bonelli
Marino Francesconi
1792
Giuliano Gozi
Giovanni Filippi
1791
Antonio Onofri
Girolamo Paoloni
1791
Francesco Giannini
Antimo Meloni
1790
Filippo Belluzzi
Antonio Capicchioni
1790
Mariano Begni
Matteo Martelli
1789
Marino Giangi
Francesco Belzoppi
1789
Giuliano Belluzzi
Silvestro Masi
1788
Francesco Begni
Filippo Fazzini
1788
Giambattista Bonelli
Giovanni Filippi
1787
Francesco Onofri
Francesco Tini
1787
Giuliano Gozi
Francesco Faetani
1786
Giuliano Gozi
Francesco Faetani
1786
Giambattista Bonelli
Matteo Martelli
1785
Pier Antonio Leonardelli
Girolamo Paoloni
1785
Marino Giangi
Gio. Antonio Malpeli
1784
Francesco Manenti
Marino Francesconi
1784
Giambattista Zampini
Angelo Ortolani
1783
Giuliano Gozi
Pier Francesco Vita
1783
Francesco Begni
Pompeo Zoli
1782
Giuseppe Giannini
Francesco Malpeli
1782
Giambattista Bonelli
Antimo Meloni
1781
Baldassarre Giangi
Gio. Antonio Malpeli
1781
Pier Antonio Leonardelli
Girolamo Paoloni
1780
Costantino Bonelli
Francesco di Livio Casali
1780
Francesco Manenti
Antonio Capicchioni
1779
Filippo Belluzzi
Pompeo Zoli
1779
Giuliano Gozi
Angelo Ortolani
1778
Giambattista Bonelli
Pier Francesco Meloni
1778
Baldassarre Giangi
Francesco Antonio Casali
1777
Pier Antonio Leonardelli
Gio. Antonio Malpeli
1777
Costantino Bonelli
Francesco Moracci
1776
Francesco Onofri
Francesco di Livio Casali
1776
Giuseppe Giannini
Antimo Meloni
1775
Giambattista Angeli
Girolamo Paoloni
1775
Giuliano Gozi
Angelo Ortolani
1774
Giuliano Belluzzi
Francesco Antonio Casali
1774
Gaetano Belluzzi
Antonio Capicchioni
1773
Francesco Manenti
Pompeo Zoli
1773
Costantino Bonelli
Gio. Antonio Malpeli
1772
Baldassarre Giangi
Francesco di Livio Casali
1772
Sebastiano Onofri
Giuseppe Bertoni
1771
Giuliano Gozi
Angelo Ortolani
1771
Giambattista Angeli
Filippo Fazzini
1770
Giuseppe Giannini
Antonio Capicchioni
1770
Gaetano Belluzzi
Pompeo Zoli
1769
Filippo Manenti
Francesco Antonio Casali
1769
Baldassarre Giangi
Marc’Antonio Tassini
1768
Costantino Bonelli
Giov. Antonio Malpeli
1768
Giuliano Gozi
Francesco Casali
1767
Giambattista Angeli
Giuseppe Bertoni
1767
Francesco Maccioni
Filippo Fazzini
1766
Giuseppe Giannini
Giuseppe Franzoni
1766
Filippo Belluzzi
Pompeo Zoli
1765
Francesco Begni
Francesco Benedetti
1765
Filippo Manenti
Marc’Antonio Tassini
1764
Gio. Antonio Leonardelli
Marino Martelli
1764
Giambattista Angeli
Antonio Capicchioni
1763
Girolamo Gozi
Paolo Tini
1763
Giambattista Bonelli
Filippo Fazzini
1762
Giambattista Zampini
Pompeo Zoli
1762
Gio. Maria Giangi
Giuseppe Bertoni
1761
Filippo Manenti
MarcAntonio Tassini
1761
Francesco Maccioni
Marino Martelli
1760
Giambattista Angeli
Gio. Pietro Martelli
1760
Aurelio Valloni
Francesco Antonio Righi
1759
Gio. Antonio Leonardelli
Filippo Fazzini
1759
Giacomo Begni
Pompeo Zoli
1758
Gio. Maria Giangi
Giuseppe Franzoni
1758
Lodovico Belluzzi
Marino Tini
1757
Filippo Manenti Belluzzi
Antonio Capicchioni
1757
Giambattista Angeli
Marc’Antonio Tassini
1756
Giovanni Beni
Francesco Antonio Righi
1756
Marino Belluzzi
Francesco Casali
1755
Giacomo Begni
Paolo Tini
1755
Biagio Antonio Martelli
Giuseppe Bertoni
1754
Francesco Maccioni
Ottavio Fazzini
1754
Girolamo Gozi
Vincenzo Moracci
1753
Filippo Manenti Belluzzi
Marc’Antonio Tassini
1753
Giuseppe Onofri
Giuseppe Franzoni
1752
Costantino Bonelli
Giovanni Martelli
1752
Giacomo Begni
Pompeo Zoli
1751
Gio. Marino Giangi
Marino Tini
1751
Aurelio Valloni
Filippo Fabbrini
1750
Gio. Antonio Leonardelli
Alfonso Giangi
1750
Filippo Manenti Belluzzi
Pier Antonio Ugolini
1749
Lodovico Belluzzi
Marc’Antonio Tassini
1749
Giuseppe Onofri
Vincenzo Moracci
1748
Costantino Bonelli
Pompeo Zoli
1748
Gio. Marino Giangi
Francesco Antonio Righi
1747
Biagio Antonio Martelli
Giovanni Martelli
1747
Giacomo Begni
Ottavio Fazzini
1746
Filippo Manenti Belluzzi
Domenico Bertoni
1746
Lodovico Belluzzi
Marc’Antonio Tassini
1745
Girolamo Gozi
Tommaso Capicchioni
1745
Giambattista Zampini
Pompeo Zoli
1744
Gio. Marino Giangi
Vincenzo Moracci
1744
Giuseppe Onofri
Alfonso Giangi
1743
Giacomo Begni
Francesco Antonio Righi
1743
Filippo Manenti Belluzzi
Filippo Fabbrini
1742
Biagio Antonio Martelli
Domenico Bertoni
1742
Girolamo Gozi
Giovanni Martelli
1741
Lodovico Belluzzi
Pier Antonio Ugolini
1741
Gio. Maria Giangi
Marino Tini
1740
Giuseppe Onofri
Vincenzo Moracci
1740
Marino Enea Bonelli
Alfonso Giangi
1739
Gian Giacomo Angeli
Alfonso Giangi
1739
Gio. Benedetto Belluzzi
Biagio Antonio Martelli
1738
Gio. Antonio Leonardelli
Giovanni Martelli
1738
Giuseppe Onofri
Gio. Maria Beni
1737
Filippo Manenti Belluzzi
Giuliano Malpeli
1737
Valerio Maccioni
Vincenzo Moracci
1736
Francesco Maria Belluzzi
Gio. Marino Giangi
1736
Gian Giacomo Angeli
Girolamo Martelli
1735
Federico Tosini
Pier Antonio Ugolini
1735
Tranquillo Manenti Belluzzi
Biagio Antonio Martelli
1734
Giuseppe Onofri
Lodovico Amatucci
1734
Marino Enea Bonelli
Tommaso Capicchioni
1733
Gio. Paolo Valloni
Gio. Maria Beni
1733
Francesco Maria Belluzzi
Gio. Maria Giangi
1732
Valerio Maccioni
Vincenzo Moracci
1732
Gio. Benedetto Belluzzi
Giovanni Martelli
1731
Gio. Antonio Leonardelli
Bartolomeo Bedetti
1731
Giuseppe Onofri
Lodovico Amatucci
1730
Tranquillo Manenti Belluzzi
Girolamo Martelli
1730
Valerio Maccioni
Pier Antonio Ugolini
1729
Gian Giacomo Angeli
Gio. Andrea Beni
1729
Gio. Paolo Valloni
Francesco Giangi
1728
Marino Enea Bonelli
Bernardino Capicchioni
1728
Francesco Maria Belluzzi
Biagio Antonio Martelli
1727
Gentile Maria Maggio
Giovanni Martelli
1727
Giuseppe Onofri
Tommaso Ceccoli
1726
Valerio Maccioni
Pier Antonio Ugolini
1726
Tranquillo Manenti Belluzzi
Girolamo Martelli
1725
Federico Gozi
Marino Beni
1725
Gian Giacomo Angeli
Lorenzo Giangi
1724
Marino Enea Bonelli
Bartolomeo Bedetti
1724
Gio. Paolo Valloni
Biagio Antonio Martelli
1723
Pietro Lolli
Giovanni Martelli
1723
Giuseppe Onofri
Tommaso Ceccoli
1722
Valerio Maccioni
Pier Antonio Ugolini
1722
Francesco Maria Belluzzi
Marino Beni
1721
Bernardino Leonardelli
Francesco Giangi
1721
Federico Gozi
Girolamo Martelli
1720
Maria Enea Bonelli
Bartolomeo Bedetti
1720
Benedetto Belluzzi
Giovanni Martelli
1719
Gian Giacomo Angeli
Lorenzo Giangi
1719
Giovanni Paolo Valloni
Baldassarre Tini
1718
Tranquillo Manenti Belluzzi
Tommaso Ceccoli
1718
Giuliano Belluzzi
Marino Beni
1717
Ottavio Leonardelli
Francesco Giangi
1717
Federico Gozi
Girolamo Martelli
1716
Francesco Maria Belluzzi
Bartolomeo Bedetti
1716
Gian Giacomo Angeli
Giovanni Martelli
1715
Bernardino Leonardelli
Marino Enea Bonelli
1715
Gio. Paolo Valloni
Giuseppe Zampini
1714
Giuseppe Loli
Pietro Arancini
1714
Giuseppe Onofri
Lorenzo Giangi
1713
Giuliano Belluzzi
Tommaso Ceccoli
1713
Gio. Antonio Belluzzi
Gio. Antonio Fattori
1712
Gian Giacomo Angeli
Bartolomeo Bedetti
1712
Onofrio Onofri
Giovanni Martelli
1711
Federico Gozi
Giuseppe Zampini
1711
Giuseppe Loli
Girolamo Martelli
1710
Francesco Maccioni
Pietro Arancini
1710
Giovanni Cionini
Melchiorre Martelli
1709
Gio. Antonio Belluzzi
Gio. Antonio Fattori
1709
Gian Giacomo Angeli
Francesco Giangi
1708
Marino Enea Bonelli
Baldassarre Tini
1708
Giuliano Belluzzi
Tommaso Ceccoli
1707
Federico Gozi
Francesco Moracci
1707
Onofrio Onofri
Giuseppe Zampini
1706
Francesco Maccioni
Giambattista Ceccoli
1706
Giovanni Cionini
Gaspare Calbini
1705
Giuseppe Loli
Melchiorre Martelli
1705
Gian Giacomo Angeli
Lorenzo Giangi
1704
Giambattista Tosini
Tommaso Ceccoli
1704
Ottavio Leonardelli
Pietro Arancini
1703
Onofrio Onofri
Baldassarre Tini
1703
Bernardino Leonardelli
Gio. Antonio Fattori
1702
Gio. Antonio Belluzzi
Gaspare Calbini
1702
Giuseppe Loli
Melchiorre Martelli
1701
Giuliano Belluzzi
Lorenzo Giangi
1701
Alfonso Tosini
Francesco Moracci
1700
Ottavio Leonardelli
Marino Beni
1700
Francesco Loli
Baldassarre Tini
1699
Francesco Maccioni
Gio. Antonio Fattori
1699
Bernardino Leonardelli
Pietro Arancini
1698
Onofrio Onofri
Giambattista Ceccoli
1698
Innocenzo Bonelli
Lorenzo Giangi
1697
Giuliano Belluzzi
Melchiorre Martelli
1697
Giambattista Tosini
Marino Beni
1696
Gio. Antonio Belluzzi
Ottavio Leonardelli
1696
Francesco Maccioni
Gio. Antonio Fattori
1695
Lodovico Manenti Belluzzi
Marc’Antonio Ceccoli
1695
Onofrio Onofri
Francesco Angeli
1694
Bernardino Leonardelli
Lorenzo Giangi
1694
Giuseppe Loli
Gaspare Calbini
1693
Giuliano Belluzzi
Melchiorre Martelli
1693
Francesco Loli
Matteo Martelli
1692
Innocenzo Bonelli
Pietro Francini
1692
Francesco Maccioni
Gio. Antonio Fattori
1691
Lodovico Manenti Belluzzi
Marino Beni
1691
Alfonso Tosini
Baldassarre Tini
1690
Ottavio Leonardelli
Lorenzo Giangi
1690
Gio. Antonio Belluzzi
Melchiorre Martelli
1689
Carlo Loli
Gaspare Calbini
1689
Francesco Loli
Matteo Martelli
1688
Francesco Maccioni
Pietro Francini
1688
Innocenzo Bonelli
Francesco Angeli
1687
Giuliano Belluzzi
Giambattista Fattori
1687
Alessandro Belluzzi
Marc’Antonio Ceccoli
1686
Gio. Antonio Belluzzi
Alfonso Tosini
1686
Carlo Loli
Gaspare Calbini
1685
Paolo Antonio Onofri
Ridolfo Zoli
1685
Ottavio Leonardelli
Melchiorre Martelli
1684
Francesco Loli
Pietro Francini
1684
Giuliano Belluzzi
Giambattista Fattori
1683
Carlo Tosini
Lorenzo Giangi
1683
Francesco Maccioni
Alfonso Tosini
1682
Marc’Antonio Gozi
Innocenzo Bonelli
1682
Carlo Loli
Gaspare Calbini
1681
Paolo Antonio Onofri
Francesco Angeli
1681
Giacomo Belluzzi
Giovanni Serafini
1680
Giambattista Tosini
Melchiorre Martelli
1680
Alessandro Belluzzi
Giambattista Fattori
1679
Carlo Tosini
Lorenzo Giangi
1679
Francesco Maccioni
Francesco Loli
1678
Ottavio Giannini
Alfonso Tosini
1678
Marc’Antonio Gozi
Innocenzo Bonelli
1677
Carlo Loli
Marc’Antonio Ceccoli
1677
Giambattista Tosini
Francesco Angeli
1676
Lodovico Belluzzi
Giambattista Zampini
1676
Giuliano Cionini
Pompeo Zoli
1675
Carlo Tosini
Lorenzo Giangi
1675
Paolo Antonio Onofri
Giovanni Serafini
1674
Marc’Antonio Gozi
Innocenzo Bonelli
1674
Francesco Maccioni
Francesco Loli
1673
Giambattista Tosini
Francesco Angeli
1673
Ottavio Giannini
Alfonso Tosini
1672
Alessandro Belluzzi
Sforza Cionini
1672
Carlo Loli
Giambattista Zampini
1671
Carlo Tosini
Giovanni Serafini
1671
Paolo Antonio Onofri
Pompeo Zoli
1670
Lodovico Belluzzi
Innocenzo Bonelli
1670
Marc’Antonio Gozi
Marc’Antonio Ceccoli
1669
Giacomo Belluzzi
Giambattista Tosini
1669
Ottavio Giannini
Francesco Angeli
1668
Francesco Maccioni
Francesco Loli
1668
Carlo Loli
Giambattista Zampini
1667
Paolo Antonio Onofri
Domizio Beni
1667
Lodovico Belluzzi
Innocenzo Bonelli
1666
Alessandro Belluzzi
Pompeo Zoli
1666
Giacomo Belluzzi
Giambattista Tosini
1665
Carlo Tosini
Sforza Cionini
1665
Ottavio Giannini
Francesco Angeli
1664
Francesco Maccioni
Giovanni Serafini
1664
Carlo Loli
Vincenzo Lorenzoni
1663
Marc’Antonio Gozi
Cristoforo Gianotti
1663
Melchiorre Maggio Belluzzi
Paolo Antonio Onofri
1662
Lodovico Belluzzi
Pompeo Zoli
1662
Fulgenzio Maccioni
Girolamo Moracci
1661
Carlo Tosini
Innocenzo Bonelli
1661
Giacomo Belluzzi
Sforza Cionini
1660
Alessandro Belluzzi
Giambattista Zampini
1660
Vincenzo Lorenzoni
Giovanni Serafini
1659
Paolo Antonio Onofri
Antonio Ricci
1659
Ottavio Giannini
Cristofaro Gianotti
1658
Carlo Loli
Pompeo Zoli
1658
Fulgenzio Maccioni
Marino Bonetti
1657
Giacomo Belluzzi
Pier Leone Corbelli
1657
Innocenzo Bonelli
Girolamo Moracci
1656
Alessandro Belluzzi
Giovanni Serafini
1656
Melchiorre Maggio Belluzzi
Vincenzo Lorenzoni
1655
Ottavio Giannini
Bartolomeo Ceccoli
1655
Carlo Loli
Sforza Cionini
1654
Carlo Tosini
Paolo Antonio Onofri
1654
Fulgenzio Maccioni
Cristofaro Gianotti
1653
Marc’Antonio Bonetti
Pompeo Zoli
1653
Lodovico Belluzzi
Giovanni Serafini
1652
Giacomo Belluzzi
Innocenzo Bonelli
1652
Ottavio Giannini
Bartolomeo Ceccoli
1651
Carlo Loli
Gregorio Ceccoli
1651
Alessandro Belluzzi
Vincenzo Lorenzoni
1650
Carlo Tosini
Paolo Antonio Onofri
1650
Melchiorre Maggio Belluzzi
Girolamo Moracci
1649
Fulgenzio Maccioni
Federico Tosini
1649
Marc’Antonio Bonetti
Innocenzo Bonelli
1648
Giuliano Gozi
Pier Leone Corbelli
1648
Giacomo Belluzzi
Giovanni Serafini
1647
Bartolomeo Belluzzi
Marino Gabrielli
1647
Carlo Tosini
Pier Marino Cionini
1646
Claudio Belluzzi
Paolo Antonio Onofri
1646
Carlo Loli
Vincenzo Lorenzoni
1645
Marc’Antonio Bonetti
Ottavio Giannini
1645
Sforza Cionini
Vincenzo Francini
1644
Giuliano Belluzzi
Pier Leone Corbelli
1644
Livio Pellicieri
Gregorio Ceccoli
1643
Melchiorre Maggio Belluzzi
Evangelista Belluzzi
1643
Fulgenzio Maccioni
Federico Tosini
1642
Claudio Belluzzi
Paolo Antonio Onofri
1642
Giacomo Belluzzi
Giovanni Serafini
1641
Sforza Cionini
Bartolomeo Ceccoli
1641
Giambattista Ricci
Pier Antonio Giangi
1640
Giambattista Belluzzi
Federico Gozi
1640
Marc’Antonio Bonetti
Giuliano Belluzzi
1639
Fulgenzio Maccioni
Annibale Loli
1639
Vincenzo Lorenzoni
Paolo Antonio Onofri
1638
Livio Pellicieri
Federico Tosini
1638
Claudio Belluzzi
Pier Leone Corbelli
1637
Melchiorre Maggio Belluzzi
Giovanni Serafini
1637
Pietro Tosini
Giambattista Loli
1636
Marc’Antonio Bonetti
Bartolomeo Ceccoli
1636
Fulgenzio Maccioni
Giuliano Belluzzi
1635
Giuliano Gozi
Stefano Ricci
1635
Livio Pellicieri
Paolo Antonio Onofri
1634
Orazio Belluzzi
Vincenzo Lorenzoni
1634
Lattanzio Valli
Federico Gozi
1633
Torquato Giannini
Bartolomeo Fabbri
1633
Marc’Antonio Bonetti
Bartolomeo Ceccoli
1632
Giuliano Belluzzi
Sforza Cionini
1632
Pietro Tosini
Evangelista Belluzzi
1631
Fulgenzio Maccioni
Vincenzo Zampini
1631
Melchiorre Maggio Belluzzi
Pier Antonio Giangi
1630
Belluzzo Belluzzi
Rinaldo Ranieri
1630
Livio Pellicieri
Pier Marino Ricci
1629
Orazio Belluzzi
Federico Gozi
1629
Marc’Antonio Bonetti
Gian Giacomo Serafini
1628
Giuliano Belluzzi
Michel Angelo Busignani
1628
Lattanzio Valli
Sforza Cionini
1627
Pietro Tosini Corbelli
Andrea Giannini
1627
Annibale Loli
Pier Antonio Gabrielli
1626
Belluzzo Belluzzi
Pier Marino Ricci
1626
Francesco Giannini
Livio Pellicieri
1625
Camillo Bonelli
Giambattista Fabbri
1625
Orazio Belluzzi
Pier Leone Corbelli
1624
Lattanzio Valli
Michel Angelo Busignani
1624
Pietro Tosini Corbelli
Gian Giacomo Serafini
1623
Giuliano Belluzzi
Enea Bonelli
1623
Giacomo Bonetti
Annibale Gozi
1622
Annibale Belluzzi
Marino Belluzzi
1622
Girolamo Gozi
Pier Marino Ricci
1621
Gio. Andrea Belluzzi
Fabrizio Belluzzi
1621
Bernardino Belluzzi
Lattanzio Valli
1620
Camillo Bonelli
Belluzzo Belluzzi
1620
Giuliano Belluzzi
Teodoro Leonardelli
1619
Orazio Belluzzi
Andrea Giannini
1619
Francesco Giannini
Annibale Gozi
1618
Girolamo Gozi
Gio. Pietro Martelli
1618
Fabrizio Belluzzi
Gabriele Gabrielli
1617
Gio. Andrea Belluzzi
Lattanzio Valli
1617
Annibale Belluzzi
Giambattista Fabbri
1616
Camillo Bonelli
Belluzzo Belluzzi
1616
Pier Francesco Bonetti
Francesco Bonelli
1615
Orazio Belluzzi
Flaminio Cionini
1615
Girolamo Gozi
Francesco Giannini
1614
Giuliano Belluzzi
Teodoro Leonardelli
1614
Gio. Andrea Belluzzi
Fabrizio Belluzzi
1613
Annibale Belluzzi
Giambattista Fabbri
1613
Camillo Bonelli
Lattanzio Valli
1612
Pietro Tosini Corbelli
Innocenzo Bonelli
1612
Pier Francesco Bonetti
Francesco Maria Corbelli
1611
Francesco Bonelli
Belluzzo Belluzzi
1611
Pier Marino Cionini
Annibale Gozi
1610
Gio. Andrea Belluzzi
Sebastiano Onofri
1610
Fabrizio Belluzzi
Giambattista Fabbri
1609
Girolamo Gozi
Lattanzio Valli
1609
Orazio Belluzzi
Orazio Giangi
1608
Pietro Tosini Corbelli
Teodoro Leonardelli
1608
Pier Francesco Bonelli
Giuliano Belluzzi
1607
Camillo Bonelli
Giambattista Belluzzi
1607
Lorenzo Martelli
Leone Pellicieri
1606
Annibale Belluzzi
Giuliano Fattori
1606
Pier Matteo Belluzzi
Fabrizio Belluzzi
1605
Girolamo Gozi
Innocenzo Bonelli
1605
Tiberio Gabrielli
Francesco Giannini
1604
Pier Marino Cionini
Annibale Gozi
1604
Pier Francesco Bonetti
Giambattista Fabbri
1603
Francesco Bonelli
Lattanzio Valli
1603
Orazio Belluzzi
Scipione Gabrielli
1602
Giambattista Belluzzi
Francesco Maria Corbelli
1602
Giuliano Gozi
Innocenzo Bonelli
1601
Girolamo Gozi
Francesco Giannini
1601
Lorenzo Martelli
Liberio Gabrielli